# Luis Alberto Urrutia Ibáñez
Luis Alberto Urrutia Ibáñez; (Parral, 20 de mayo de 1879-Santiago, 19 de noviembre de 1948) fue un político chileno.

## Primeros años de vida
Fue hijo de Pedro Ángel Urrutia y Carmen Ibáñez Henríquez. Estudió en el Liceo de Chillán y Concepción. Pasó luego al Instituto Nacional de Santiago y a la Facultad de Derecho de la Universidad de Chile, jurando como abogado el 27 de diciembre de 1901 con una tesis titulada "Estudio sobre la Rescición de la Venta por Lesión Enorme".
Casado con Angelina Asenjo Vásquez.

### Actividades Públicas
- Militante del Partido Liberal Democrático desde 1900.
- Oficial del Ministerio de Relaciones Exteriores (1902-1905).
- Abogado fiscal de Temuco (1905-1907).
- Procurador de la Corte de Apelaciones de Valdivia (1907-1909).
- Inspector general de Tierras y Colonización (1909-1912).
- Abogado de la Empresa de los Ferrocarriles del Estado (1912-1915).
- Diputado por Valdivia y La Unión (1915-1918); integrante de la comisión permanente de Relaciones Exteriores y Colonización.
- Fundador del Colegio de Abogados de Valdivia (1917).
- Diputado por Valdivia y La Unión (1918-1921); miembro de la comisión permanente de Gobierno Interior y Legislación Social.
- Socio de la Sociedad Nacional de Agricultura (1925).
- Diputado por Osorno, Llanquihue y Carelmapu (1926-1930); integró la comisión permanente de Agricultura y Colonización; además la comisión de Legislación y Justicia.
- Miembro del Consejo General del Colegio de Abogados de Chile (1929-1930).
- Miembro del Partido Liberal Unido desde 1930.
- Organizador de la Asamblea de Agricultores de Valdivia (1935).
- Diputado por Valdivia y La Unión, Villarrica y Río Bueno (1937-1941); figuró en la comisión permanente de Trabajo y Previsión Social, además la comisión de Obras Públicas y Vías de Comunicación.
- Socio del Club de La Unión de Santiago y el Club Alemán de Valdivia.

## Historial electoral

### Elecciones parlamentarias de 1937
- Elecciones parlamentarias de 1937 Vigesimosegunda Agrupación Departamental de "Valdivia, La Unión, Río Bueno y Osorno".